# Zespół Diogenesa
Zespół Diogenesa – zaburzenie osobowości objawiające się skrajnym zaniedbywaniem higieny osobistej oraz minimum sanitarnego w mieszkaniu. Dotyka głównie ludzi w podeszłym wieku, żyjących samotnie. Na ogół towarzyszy mu niekontrolowane kompulsywne zbieractwo ogromnej ilości niepotrzebnych przedmiotów, które są potem traktowane jako niezbędne. Charakterystyczne jest też zrywanie kontaktów z najbliższymi i unikanie towarzystwa innych ludzi. Człowiek z zespołem Diogenesa sprawia wrażenie bezdomnego nędzarza, co może nie mieć związku z jego rzeczywistym statusem materialnym.